# Eppstein
Eppstein (pronunciación en alemán: /ˈɛpˌʃtaɪ̯n/ (escucharⓘ)) es una ciudad alemana situada en el Estado Federado de Hesse. La ciudad se encuentra al oeste de Fráncfort del Meno, a unos 12 km de la capital del Estado, Wiesbaden.

## Geografía

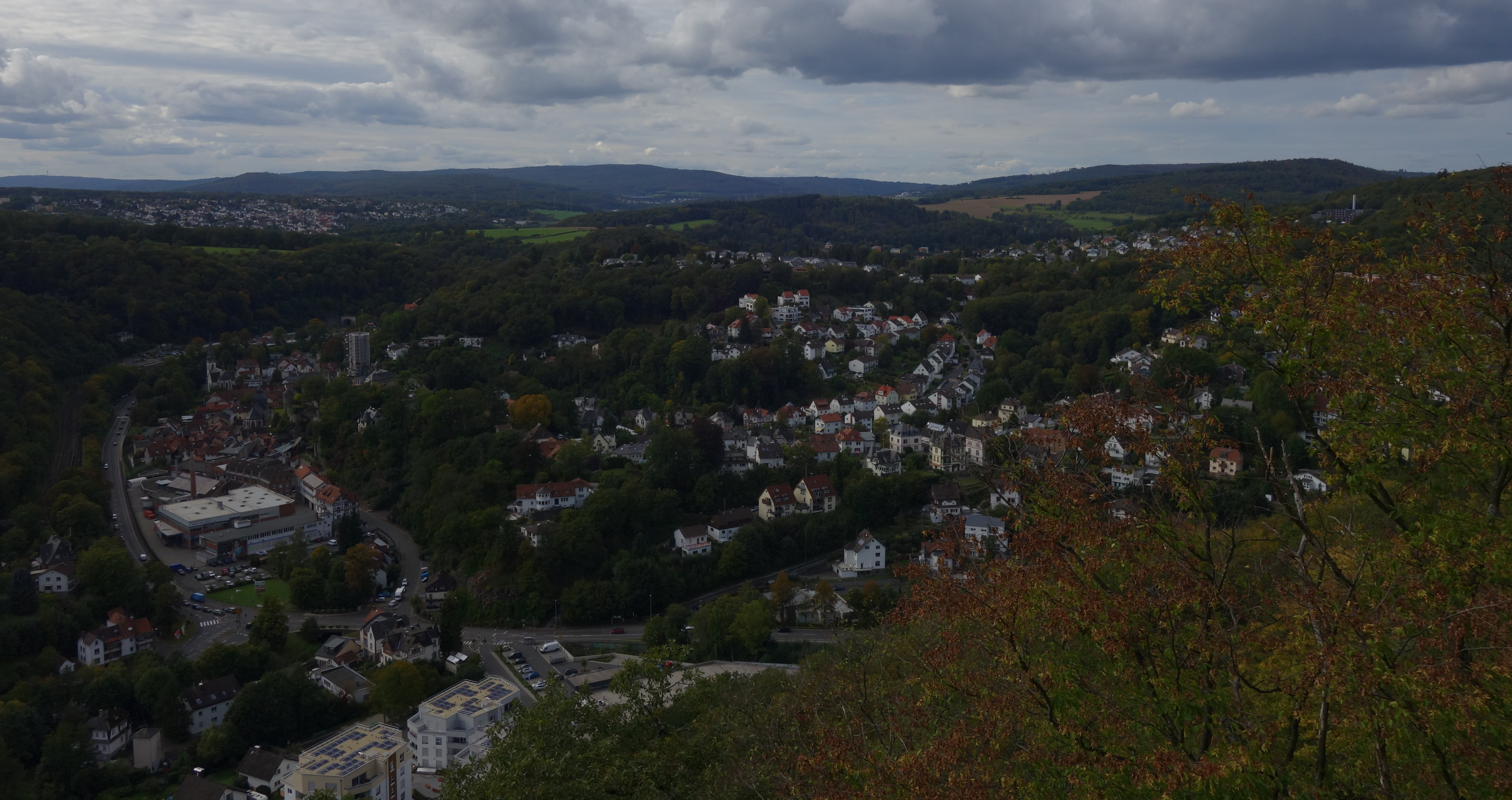
Vista desde el Kaisertempel hacia Eppstein y el Hammersberg (433 metros, arriba a la derecha), así como su cumbre secundaria de 309 metros (en el centro) sobre Vockenhausen. Detrás, la montaña Hohe Kanzel (591,8 metros), a la izquierda arriba Bremthal.

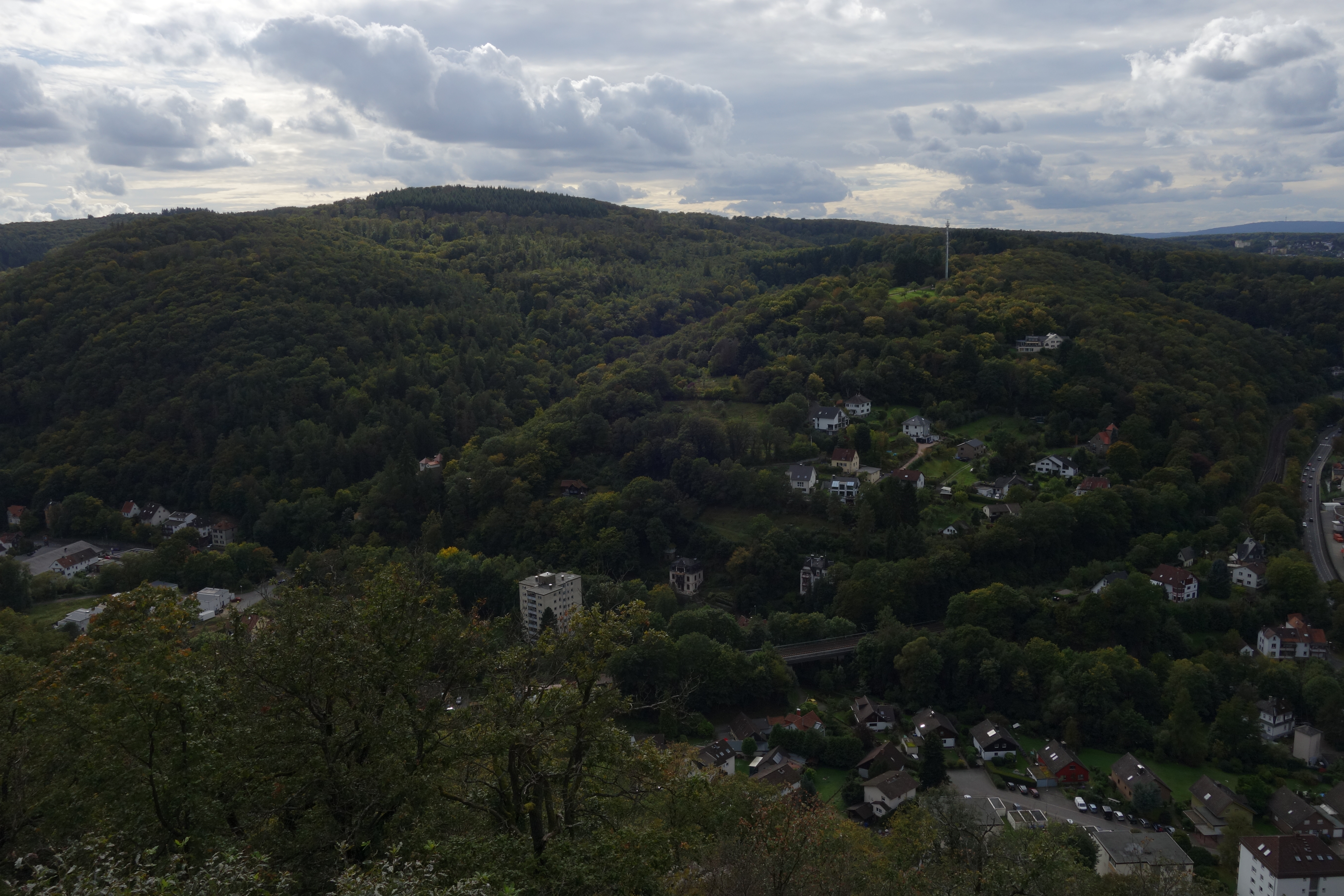
Montaña Judenkopf (410 metros) sobre el borde sur del pueblo.

### Ubicación geográfica
Eppstein se encuentra al oeste de Frankfurt am Main y aproximadamente a 15 km al noreste de la capital del estado, Wiesbaden, en el Vordertaunus, rodeado de montañas. El núcleo urbano se adosa (al igual que el distrito de la ciudad Vockenhausen) principalmente a los contrafuertes del monte Rossert en el norte, y también al Staufen  en el este y al Judenkopf  en el sur. Entre estos montes fluye el Schwarzbach, que se forma por la unión del Daisbach, que llega desde el oeste entre los distritos de Bremthal y Niederjosbach, con el Dattenbach, que fluye desde el norte, primero atravesando Ehlhalten y luego Vockenhausen. Al este, el Fischbach fluye desde el pueblo del mismo nombre.
Bremthal está situado en una cumbre secundaria noroeste del Judenkopf, Niederjosbach al pie sur del Hammersberg, que ya es parte de la línea principal del Taunus, al igual que las montañas que rodean Ehlhalten Großer Lindenkopf  al noroeste y Butznickel  al norte junto con Spitzeberg  al noroeste y Atzelberg  al oeste, entre los cuales el Silberbach se une al Dattenbach.

### Geología
La región está caracterizada por el esquisto de Eppstein, rocas débilmente metamórficas como filitas, esquistos verdes y gneises de sericita. Estas están coloreadas de verde debido a la presencia de clorita y epidota. Los productos originales de estas rocas fueron lutitas y vulcanitas.

### Terremotos
El 29 de junio de 2010, a las 2:42 de la madrugada, se produjo un terremoto a una profundidad de unos cinco kilómetros con una magnitud de 3,5.

### Clima
La precipitación anual es de 721 mm, lo que está aproximadamente en el promedio nacional de Alemania. El mes más seco es abril, y las mayores precipitaciones se registran en junio. Las precipitaciones varían muy poco y están distribuidas de manera extremadamente uniforme a lo largo del año. Solo en el 1% de las estaciones de medición se registran fluctuaciones estacionales menores.

### Municipios vecinos
Eppstein limita al noroeste con el distrito de Oberjosbach del municipio de Niedernhausen (Rheingau-Taunus-Kreis), al norte con el distrito de Schloßborn del municipio de Glashütten (Hochtaunuskreis), al este con los distritos de Eppenhain y Fischbach de Kelkheim, al sur con los distritos de Lorsbach y Wildsachsen de Hofheim am Taunus, y al oeste con la capital del estado Wiesbaden y sus distritos Auringen y Naurod.

### División de la ciudad

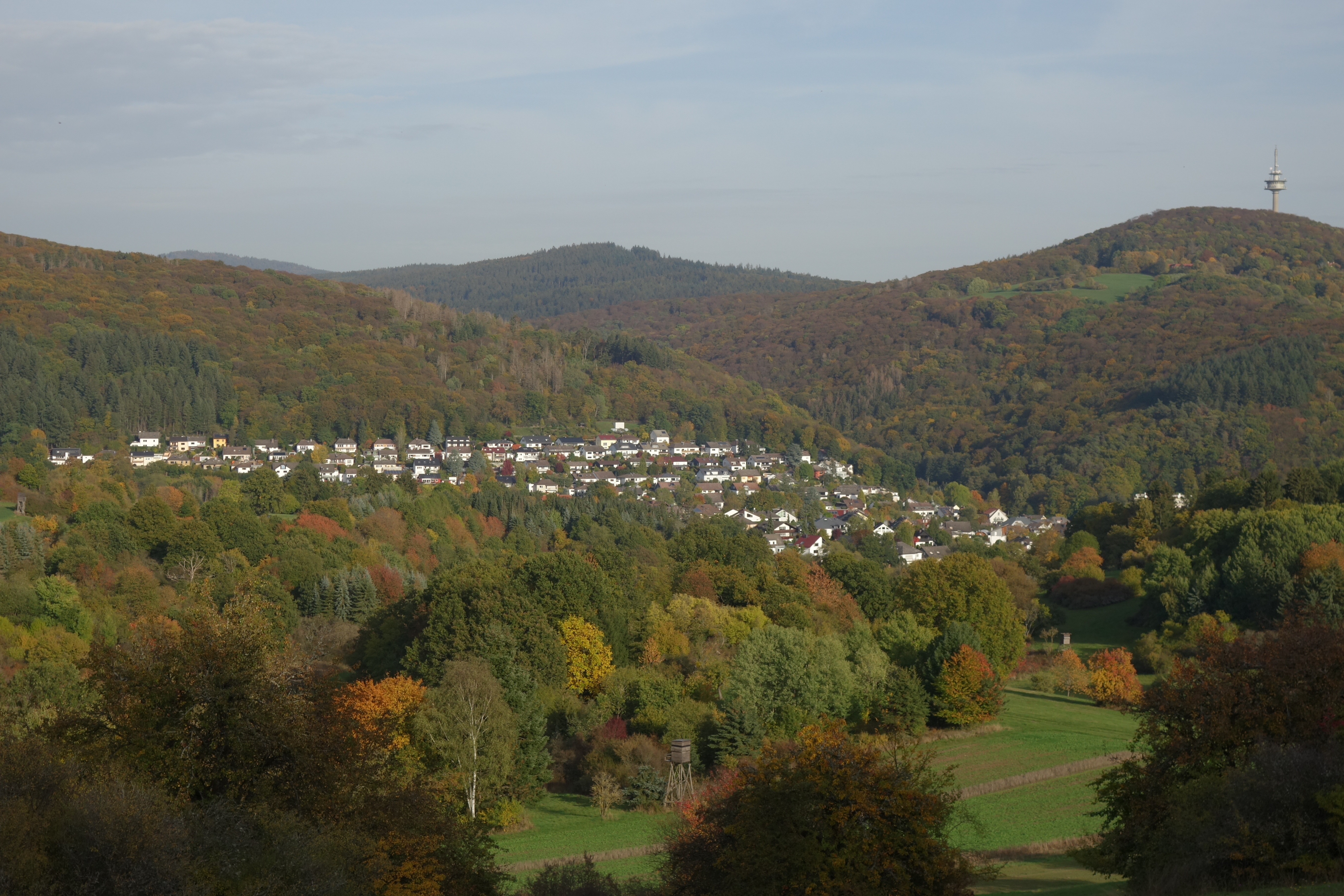
La parte noreste de Ehlhalten se adosa al Spitzeberg (449,5 m); a la derecha Atzelberg (506,7 m), en el centro el Eichkopf (563,3 m) cerca de Ruppertshain.

Eppstein se compone de cinco distritos: Eppstein, Bremthal, Ehlhalten, Niederjosbach y Vockenhausen. Cada uno de los distritos tiene un Ortsbezirk con Ortsbeirat y Ortsvorsteher. Las fronteras de los distritos siguen los límites de los terrenos anteriores.

## Historia

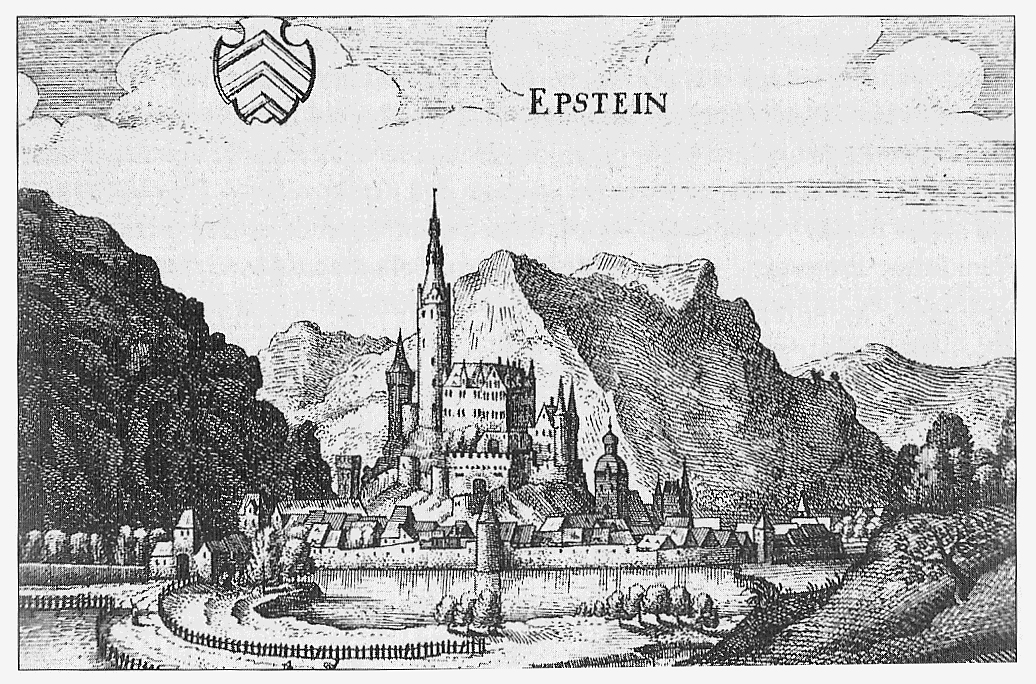
El castillo en un grabado de cobre de Matthäus Merian

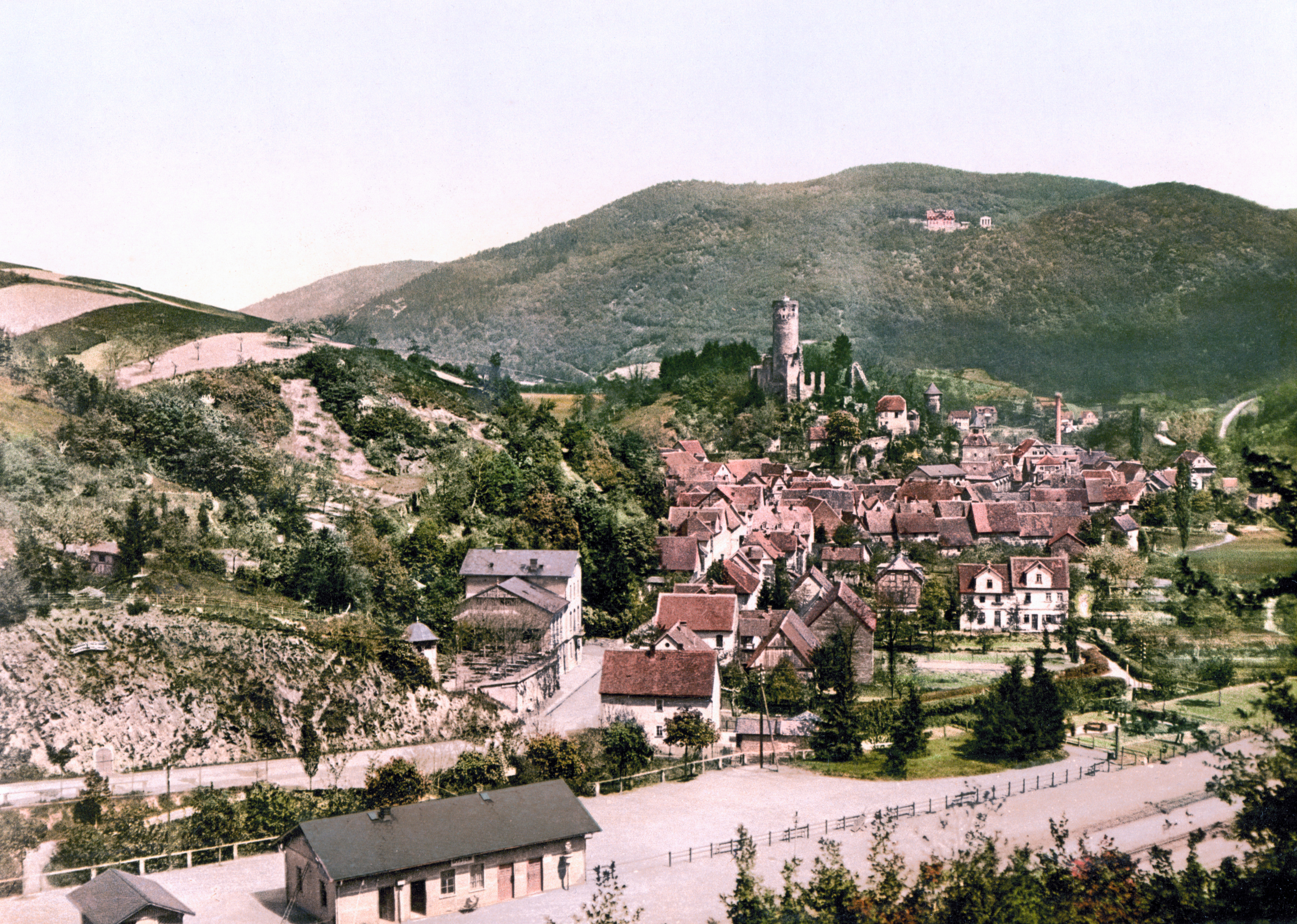
Vista de Eppstein durante la Belle Époque.

### Resumen
La primera mención documental del castillo de Eppstein data del año 1122. Sus propietarios, los señores de Eppstein, fueron también los fundadores del lugar (primera mención en 1299). Apenas veinte años después, Alt-Eppstein ya recibió los derechos de ciudad. La mitad de Eppstein fue vendida en 1492 al landgrave de Hesse, mientras que la otra mitad, junto con los pueblos de Bremthal, Ehlhalten, Niederjosbach y Vockenhausen, pasó en 1535, con la extinción de la línea de los Eppstein, primero a los condes de Stolberg y finalmente en 1581 a Kurmainz. La mitad hessiana pasó en 1567, por partición de herencia, a la línea de Hessen-Marburg y, tras la extinción de esta en 1604, al landgraviato de Hesse-Darmstadt. Esta división en dos áreas de dominio diferente persistió durante varios siglos hasta 1803, cuando mediante el Reichsdeputationshauptschluss todos los estados eclesiásticos en Alemania fueron disueltos. A partir de entonces, los actuales distritos de Eppstein pudieron desarrollarse nuevamente de manera similar. Primero pasaron al condado de Nassau-Usingen, que fue elevado a ducado de Nassau en 1806, y luego en 1866 al reino de Prusia. Tras el fin de la Segunda Guerra Mundial en 1945, se convirtieron en parte del estado de Hessen dentro de la República Federal de Alemania.
En enero de 1951, el Ministerio de Estado de Hesse otorgó al municipio de Eppstein el derecho a llevar la designación de "ciudad".

### Incorporaciones
En el marco de la reforma territorial en Hesse, la ciudad de Eppstein se unió el 1 de enero de 1977 con los hasta entonces municipios independientes de Bremthal, Ehlhalten y Vockenhausen para formar la nueva ciudad de Eppstein. Niederjosbach ya había sido incorporado a Bremthal en 1971 y, por lo tanto, también se convirtió en un distrito de Eppstein el 1 de enero de 1977.

## Política

### Asamblea de representantes de la ciudad
La elección municipal del 12 de marzo de 2021 arrojó el siguiente resultado[9], comparado con elecciones municipales anteriores:
| Partidos y asociaciones de electores | Partidos y asociaciones de electores  | 2021  | 2021 | 2016  | 2016 | 2011  | 2011 | 2006  | 2006 | 2001  | 2001 |
| Partidos y asociaciones de electores | Partidos y asociaciones de electores  | %     | P    | %     | P    | %     | P    | %     | P    | %     | P    |
| ------------------------------------ | ------------------------------------- | ----- | ---- | ----- | ---- | ----- | ---- | ----- | ---- | ----- | ---- |
|                                      | Unión Demócrata Cristiana de Alemania | 42,5  | 16   | 42,1  | 16   | 41,4  | 15   | 48,1  | 18   | 45,7  | 17   |
|                                      | Alianza 90/Los Verdes                 | 19,5  | 7    | 12,4  | 4    | 21,3  | 8    | 9,7   | 4    | 9,8   | 4    |
|                                      | Agrupación de electores               | 16,4  | 6    | 16,9  | 6    | 9,2   | 4    | 11,0  | 4    | 10,0  | 4    |
|                                      | Partido Socialdemócrata de Alemania   | 13,4  | 5    | 18,0  | 7    | 22,3  | 8    | 22,6  | 8    | 28,1  | 10   |
|                                      | Partido Democrático Libre             | 8,3   | 3    | 10,6  | 4    | 5,9   | 2    | 8,6   | 3    | 6,3   | 2    |
| Total                                | Total                                 | 100,0 | 37   | 100,0 | 37   | 100,0 | 37   | 100,0 | 37   | 100,0 | 37   |
| Participación electoral en %         | Participación electoral en %          | 58,4  | 58,4 | 54,3  | 54,3 | 52,2  | 52,2 | 48,2  | 48,2 | 52,2  | 52,2 |
| P: puestos o escaños                 |                                       |       |      |       |      |       |      |       |      |       |      |

### Alcalde
Según la constitución municipal de Hesse, el alcalde se elige para un mandato de seis años, desde 1993 mediante elección directa, y es el presidente del Magistrado, al que en la ciudad de Eppstein, además del alcalde, pertenecen un primer concejal con dedicación exclusiva y diez concejales adicionales de manera honoraria. El alcalde desde el 14 de noviembre de 2013 es Alexander Simon (CDU), quien hasta entonces había sido primer concejal en el Magistrado. El predecesor en el cargo, Peter Reus, terminó su primer mandato el 31 de marzo de 2013 por razones de salud al alcanzar la edad de jubilación, retirándose así al retiro. A continuación, primer concejal Alexander Simon (CDU) dirigió la administración municipal de manera interina y la elección de un nuevo alcalde tuvo que ser adelantada, para la cual él mismo también se presentó. Alexander Simon recibió el 22 de septiembre de 2013 en la primera vuelta, con una participación del 77,1%, el 55,1% de los votos. Fue reelegido en mayo de 2019.

Antiguo diseño.

Bandera de Eppstein

Escudo

Mandatos de los alcaldes
desde 2013 Alexander Simon (CDU)
- 2009–2013 Peter Reus[9]
- 2000–2009 Ralf Wolter (CDU)
- 1968–2000 Richard Hofmann (CDU)

### Bandera
La bandera fue aprobada el 13 de abril de 1955 por el Ministerio del Interior de Hesse.
Descripción de la bandera: “En un campo blanco, enmarcado por dos franjas rojas, se encuentra el escudo de la ciudad de Eppstein, que en un escudo partido muestra a la izquierda en azul un león rampante rojo y blanco a la izquierda y a la derecha en un campo plateado tres chevrones rojos.”

### Ciudades hermanadas
Las ciudades hermanadas son: Langeais en Francia (desde 1986), Kenilworth en Inglaterra (desde 1994), así como Aizkraukle en Letonia (desde 1998). Eppstein ha mantenido una amistad con Schwarza en Turingia desde 1989. Las asociaciones de ciudades están gestionadas por la asociación Europart Eppstein e. V..

## Cultura y lugares de interés
De 1979 a 2003 existió en Eppstein el Raule Automobilmuseum.

### Asociaciones
- La TSG Eppstein es la mayor asociación de la ciudad. Aquí se practica especialmente el balonmano de manera intensiva. Además, cuenta con las secciones de atletismo, deportes de fuerza, petanca, tenis de mesa, triatlón, gimnasia y entrenamiento físico.
- La Eppsteiner Schachvereinigung compitió entre 2000 y 2013 en la liga más alta de Hesse, la Hessenliga, ocupando el segundo lugar en las temporadas 2003/04 y 2008/09.
- En Bremthal hay varias asociaciones, como el Gesangverein Germania, el Gesangverein Liederkranz, la Asociación de criadores de pequeños animales, la Asociación de apoyo al cuerpo de bomberos voluntarios y el club de tiro SV Bremthal/Niederjosbach 1973 e. V..
- En mayo de 2010 se fundó un Lions Club en Eppstein.
- Otras asociaciones que trabajan en causas sociales son Miteinander/Füreinander y la Bürgerstiftung.
- Una sección local de la Cruz Roja Alemana tiene su sede en la calle principal de Vockenhausen. La Cruz Roja mantiene una tienda de segunda mano en la calle Burgstraße.
- En el ámbito cultural, hay asociaciones como el Kulturkreis, los Burgschauspieler y la Escuela de Música Eppstein-Rossert.

### Eventos regulares
Desde 1986, la TSG Eppstein organiza cada junio o julio la “Carrera del Castillo de Eppstein”. Esta carrera de una milla antigua alemana (7,7 km) comienza en el campo de deportes "Am Bienroth", rodea el castillo, pasa por el casco antiguo y vuelve a subir al campo de deportes, donde los corredores deben superar varios cientos de metros de altitud.
De 2002 a 2014 se celebró en verano una carrera de maratón de bicicletas de montaña (Taunus-Trails o EppsteinTrails) para todo el mundo.
Cada tres años, un grupo de trabajo del Kulturkreis Eppstein organiza un simposio de escultura en madera. El cuarto simposio se celebrará en mayo de 2009. Ocho o nueve artistas seleccionados trabajarán durante una semana en sus obras, observados atentamente por los visitantes. Todo esto se lleva a cabo en la zona verde entre Eppstein y Niederjosbach.
El grupo de fotografía de Eppstein, un grupo dentro del Kulturkreis Eppstein, organiza cada dos años los días de fotografía de Eppstein.
En el castillo se celebran eventos regulares, como el festival de verano. En el patio del castillo, los grupos de teatro presentan obras al aire libre de clásicos conocidos, así como nuevas producciones.
Siempre el tercer fin de semana de Adviento (sábado y domingo) se celebra en el casco antiguo, al pie del castillo, el tradicional mercado navideño de Eppstein.

### Cine
La película para televisión Klassentreffen (2004) se filmó, entre otros lugares, en Eppstein.

### Edificios

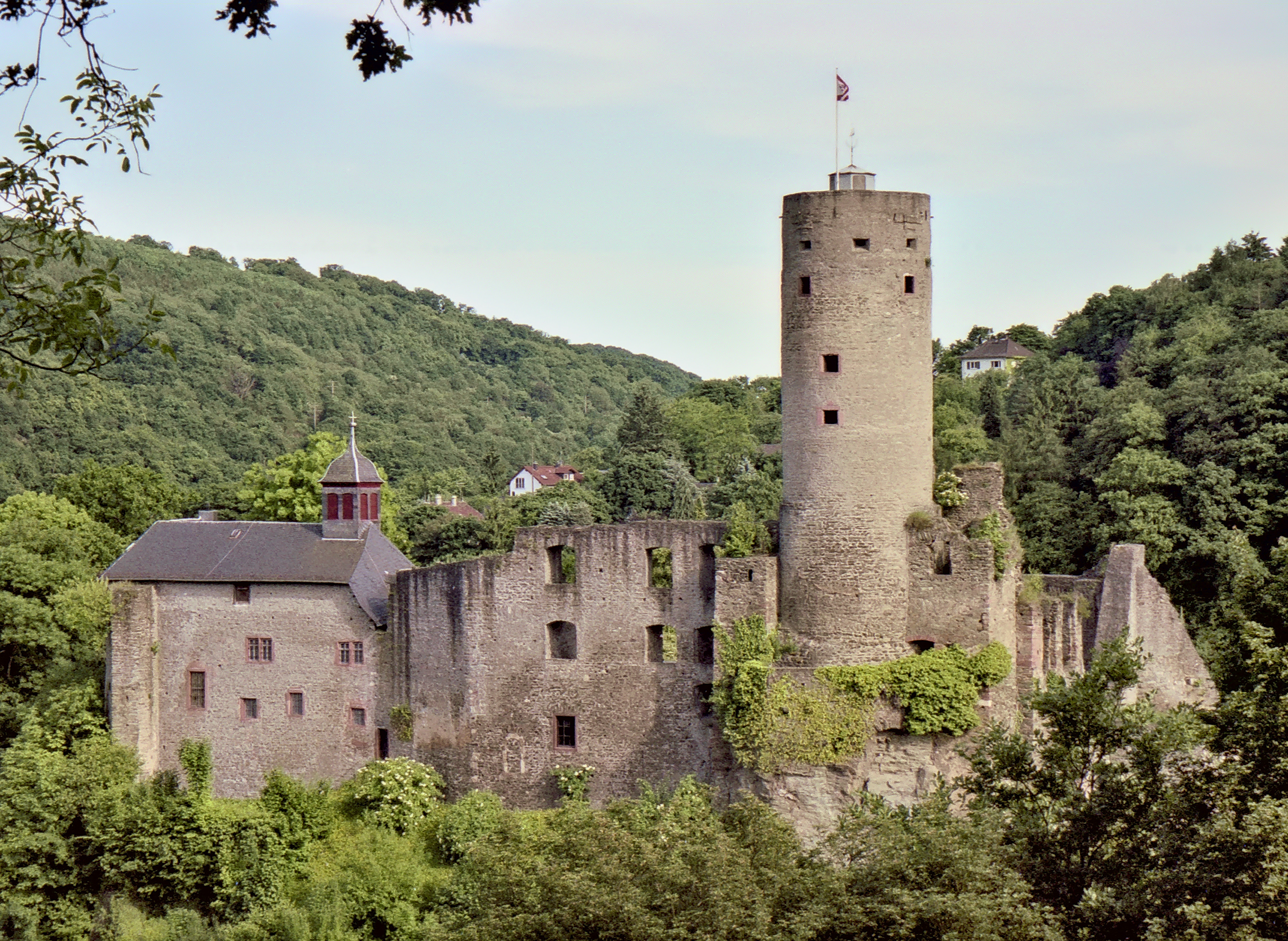
Castillo de Eppstein en el centro del casco antiguo

- La ruina del Castillo de Eppstein caracteriza el centro histórico de Eppstein.
- Desde el Templo del Emperador, construido en 1894, se tiene una vista magnífica de Eppstein hasta Bremthal.
- A los pies del castillo, en medio del casco histórico, se encuentra la Iglesia del Valle. Hoy alberga la comunidad evangélica de los barrios de Alt-Eppstein y Vockenhausen.
- El edificio de la estación de tren de estilo Jugendstil, de cien años de antigüedad, ha sido completamente renovado y desde entonces es utilizado por la ciudad como oficina de atención al ciudadano. Además, alberga un restaurante.
- Detrás del edificio de la estación se encuentra la Torre Neufville. Desde allí se tiene una hermosa vista del complejo del castillo.

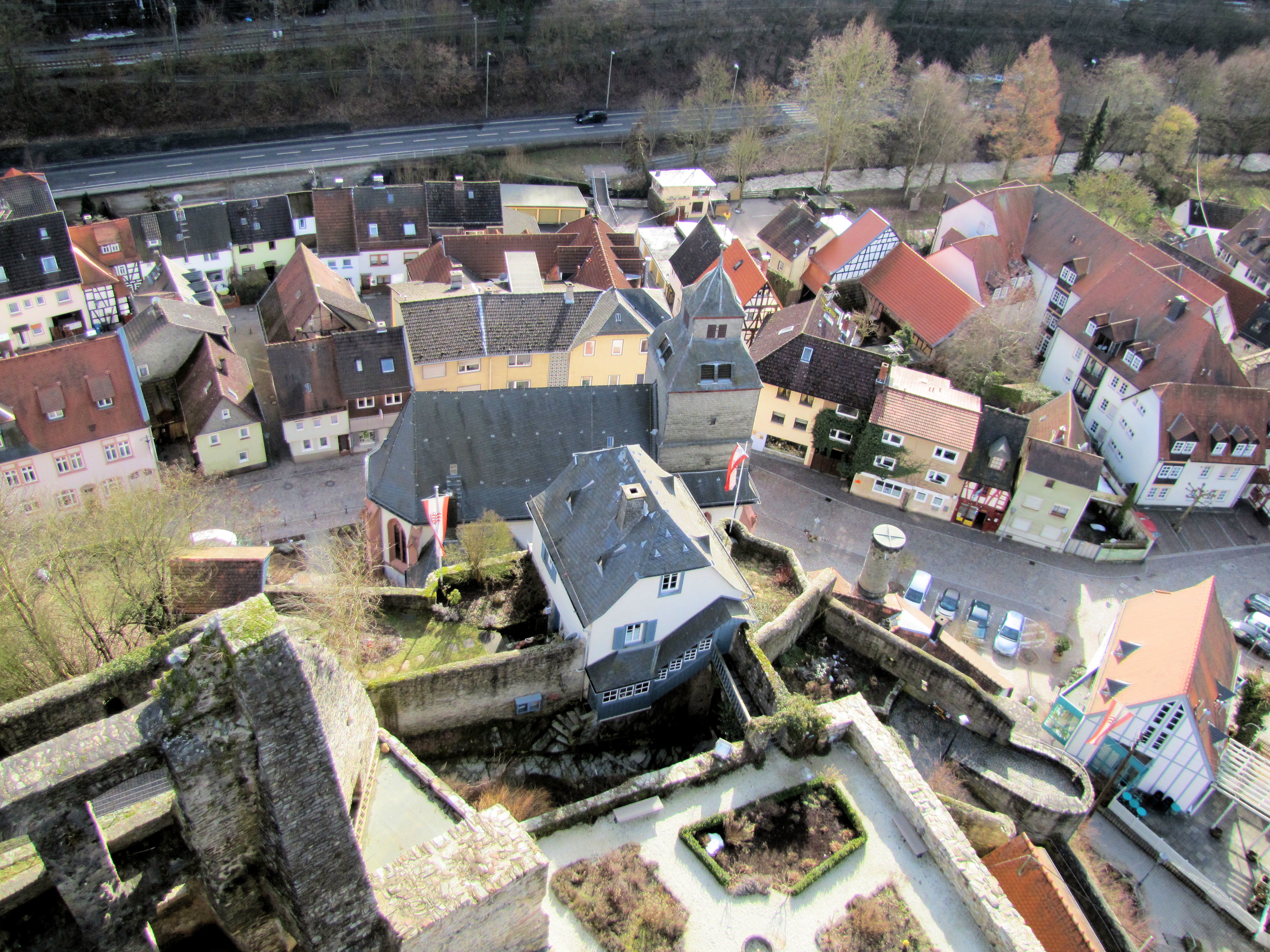
Iglesia del Valle al pie del castillo.
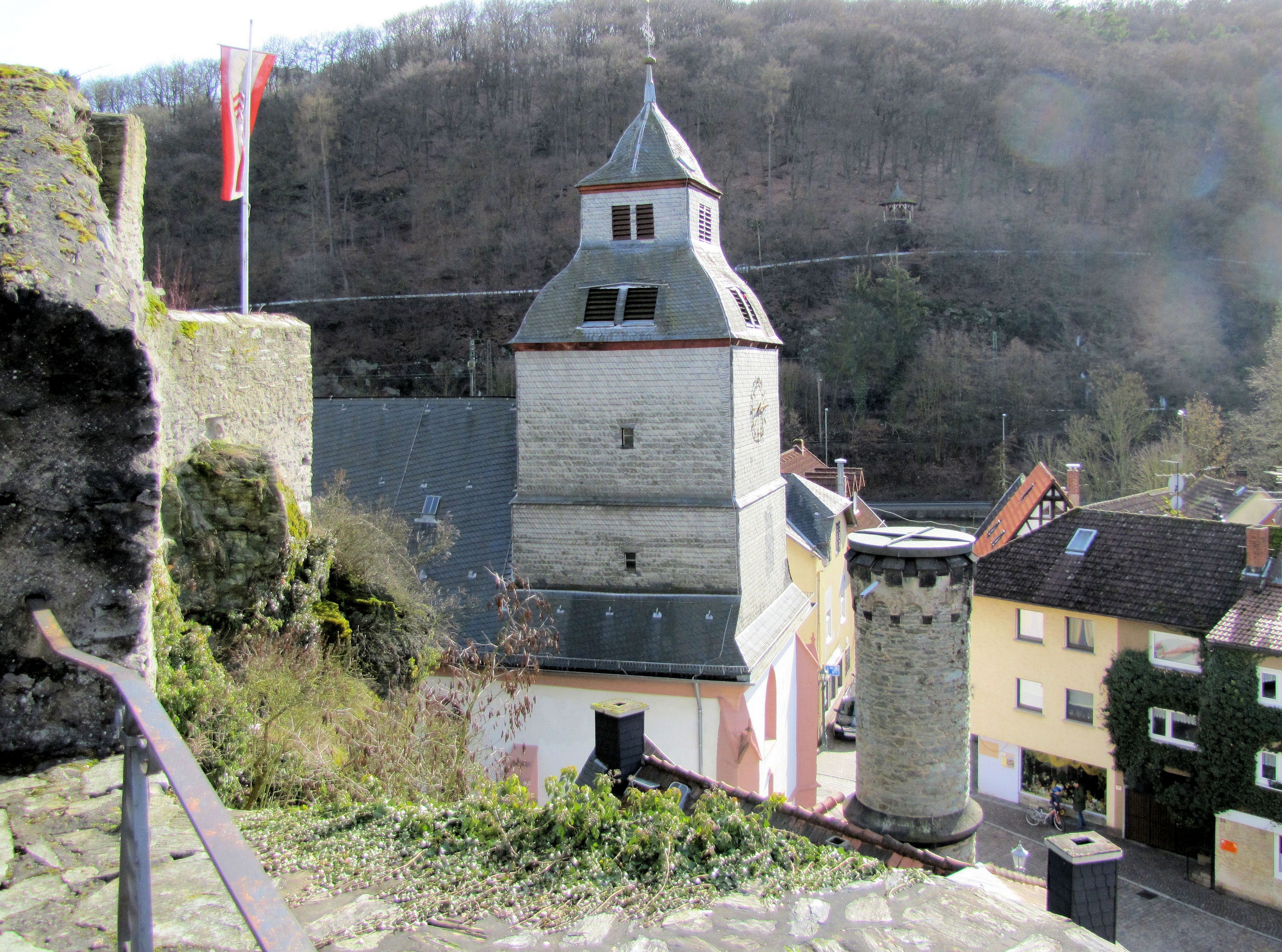
Talkirche
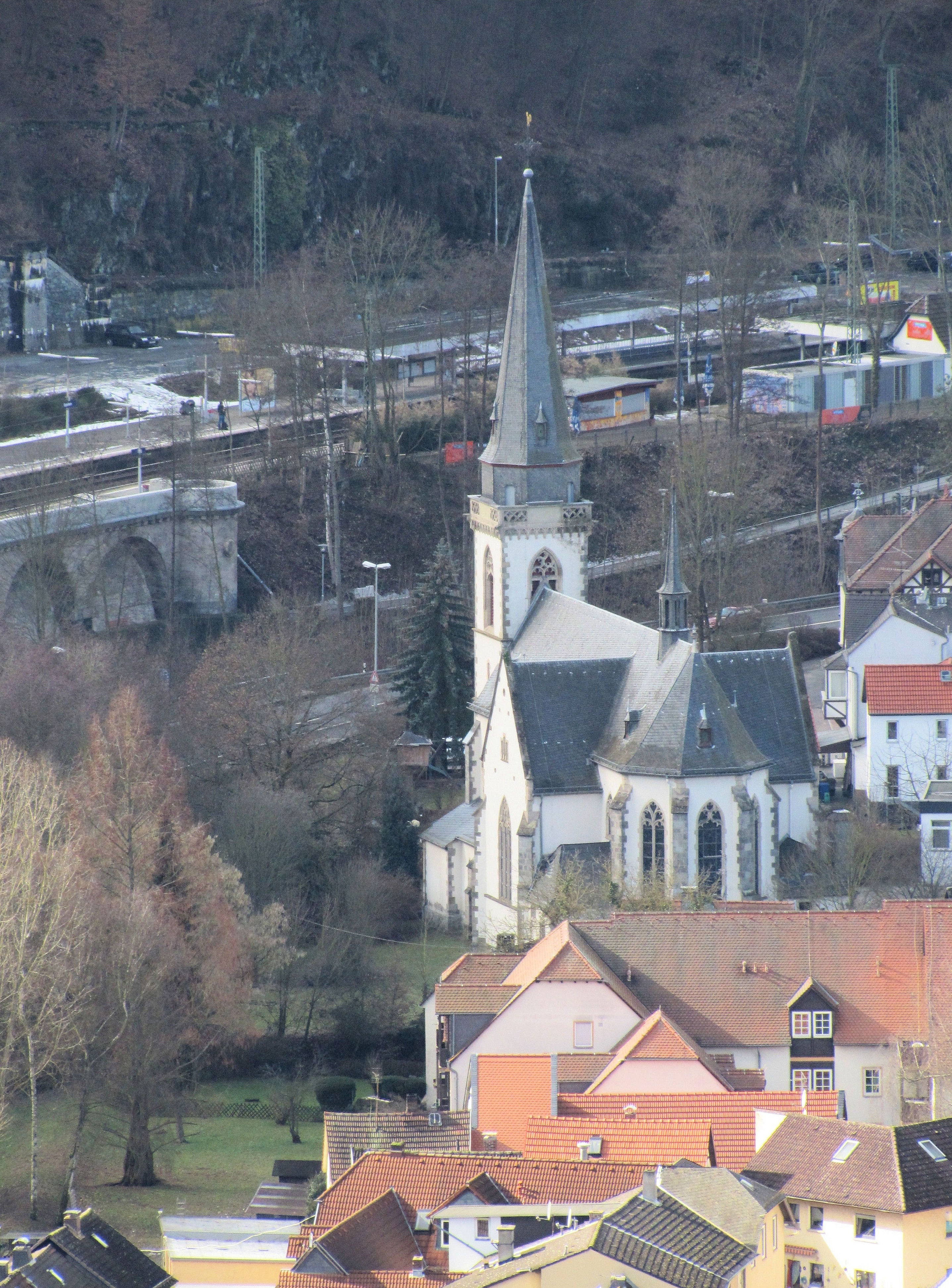
St. Laurentius
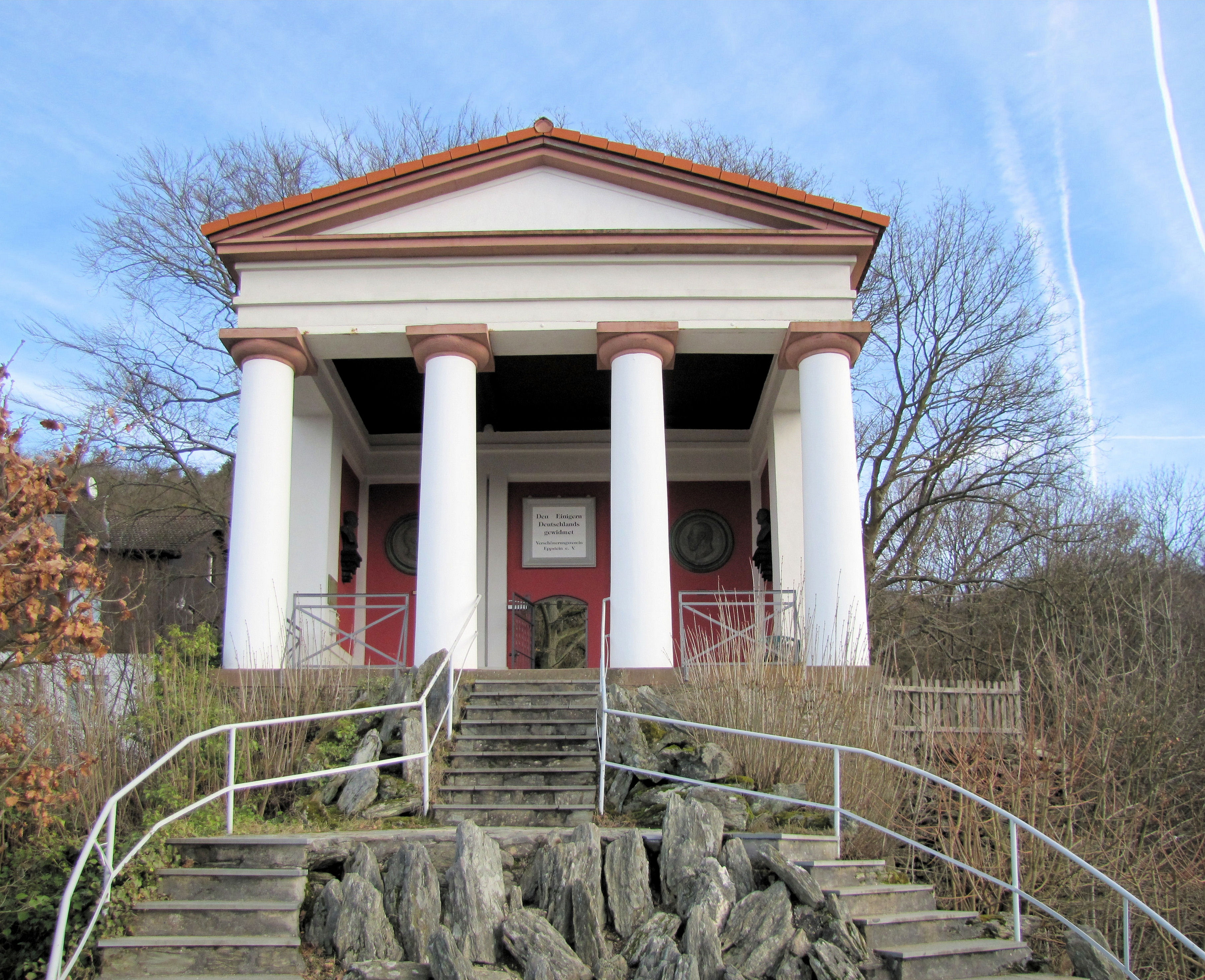
Kaisertempel
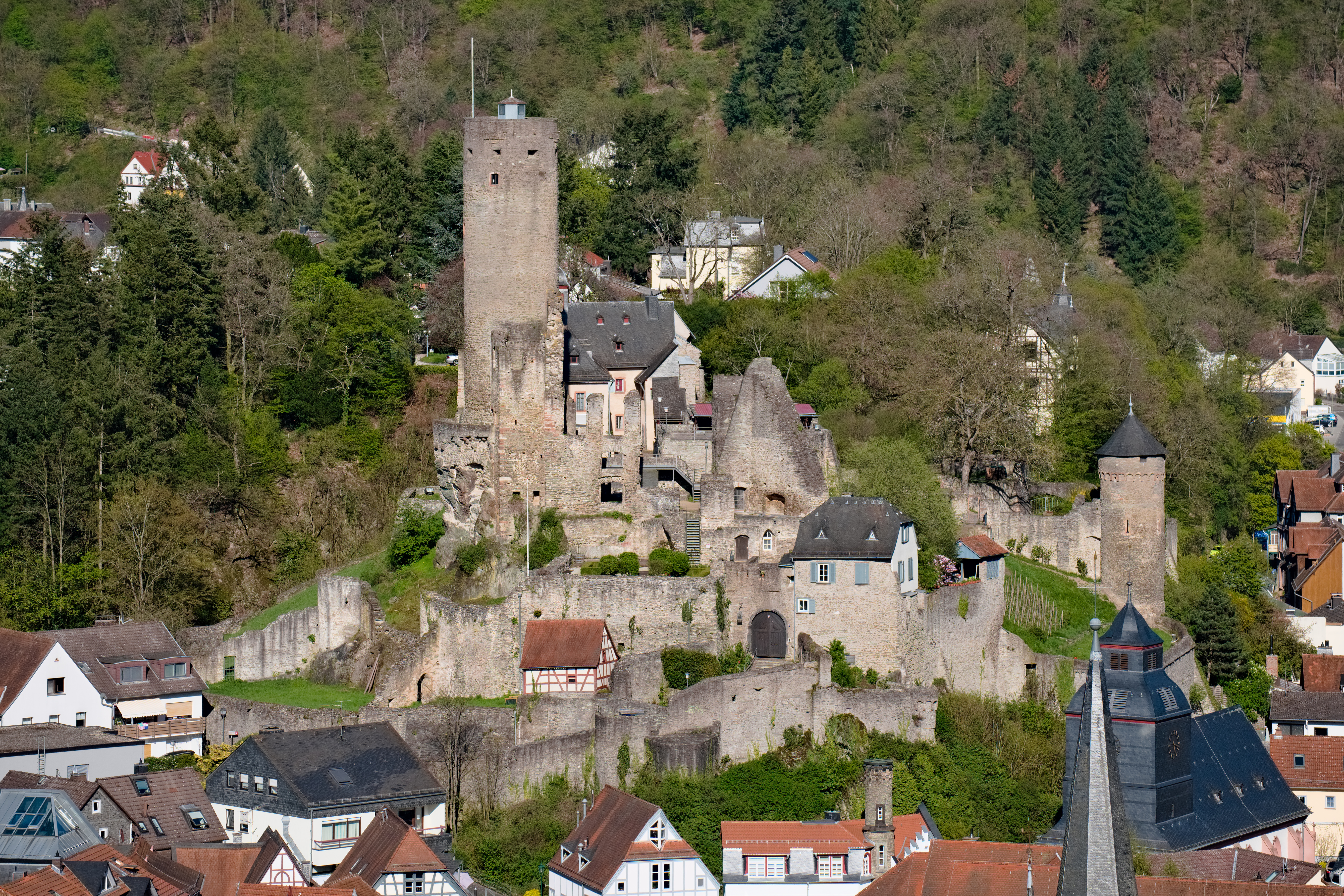
Complejo del Castillo de Eppstein visto desde el parque montañoso Villa Anna.
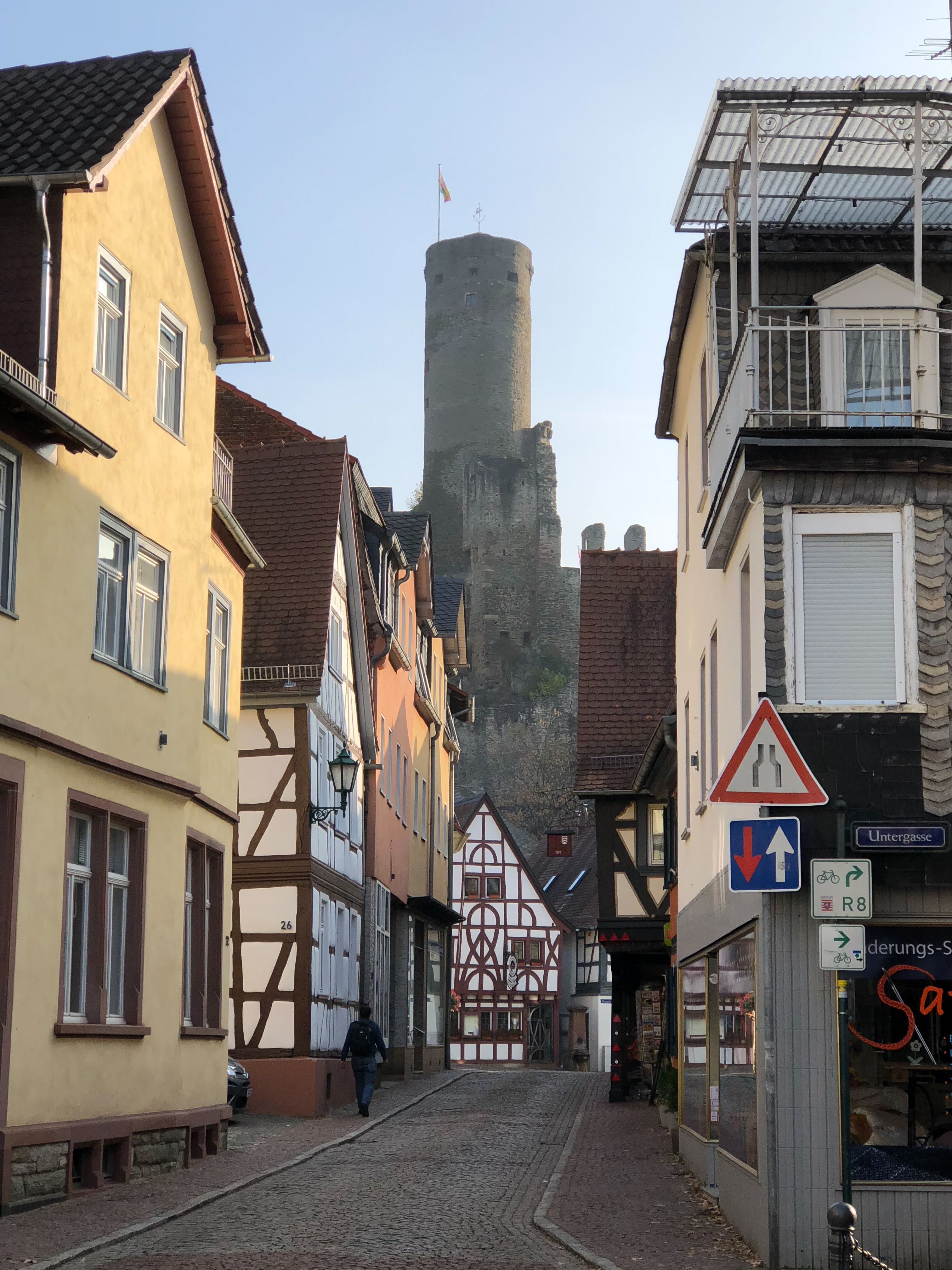
Calle del Castillo de Eppstein con la ruina del Castillo de Eppstein.
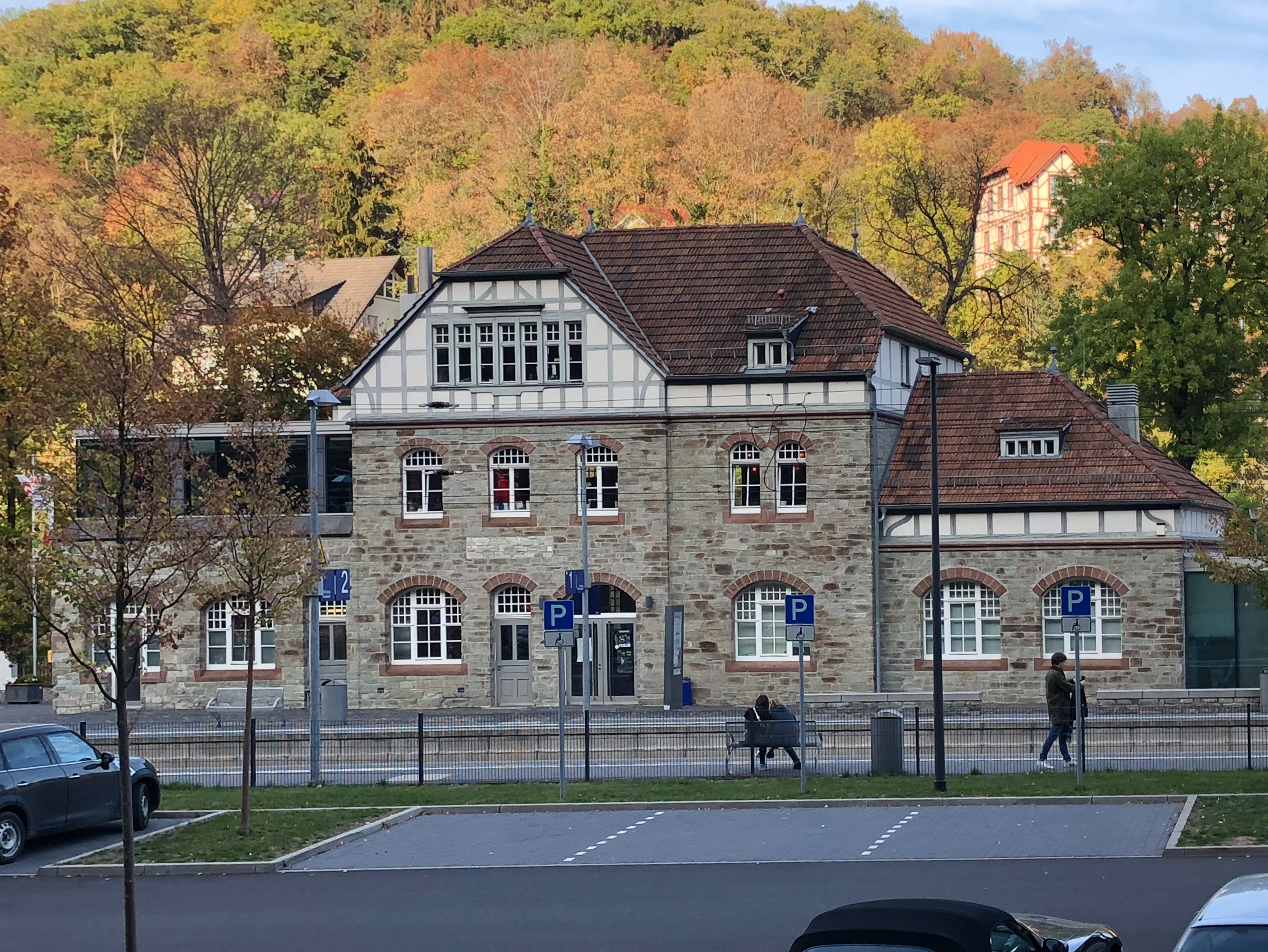
Edificio de la estación de tren de la ciudad de Eppstein.
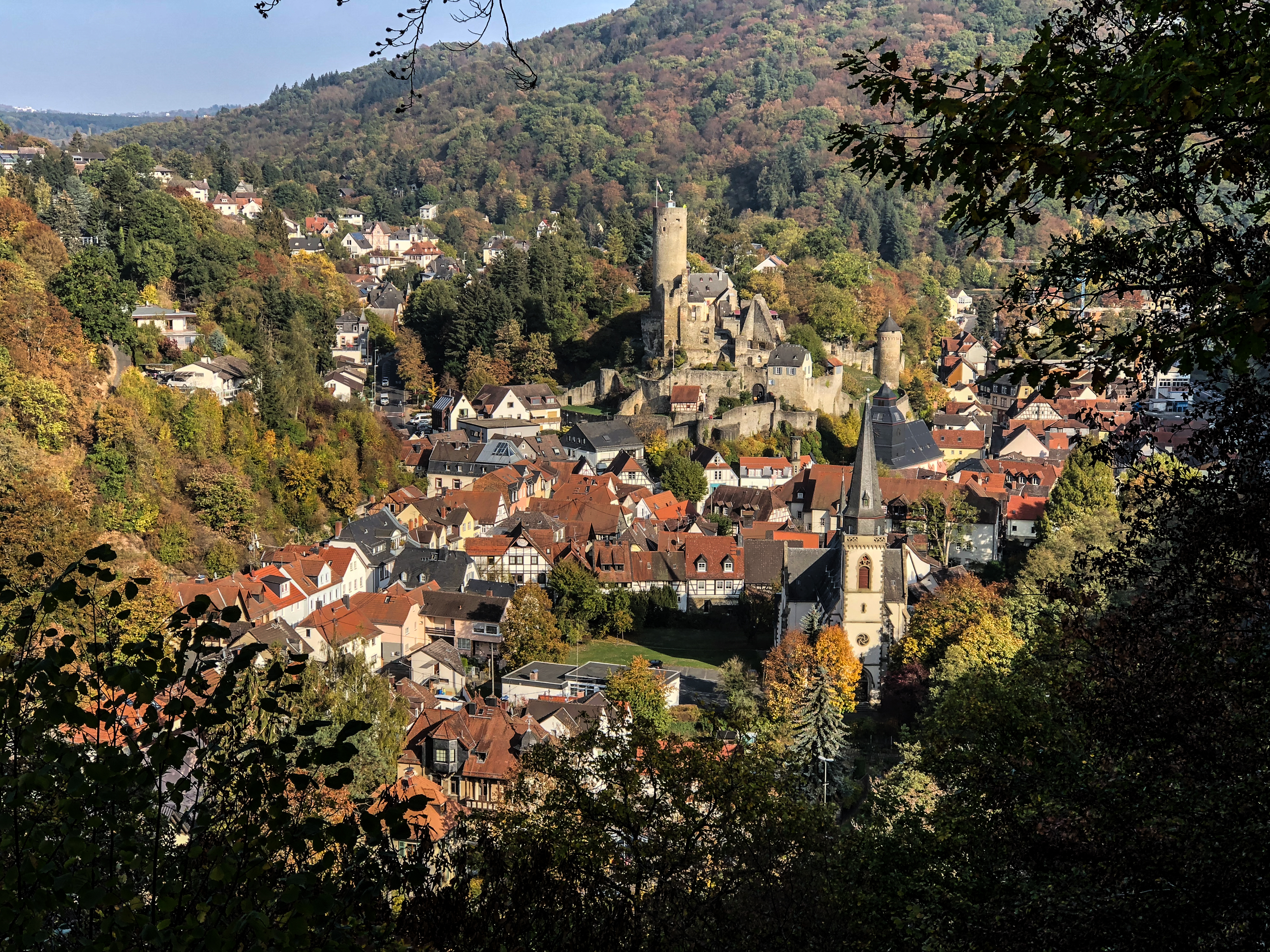
Vista panorámica de Alt-Eppstein desde el parque montañoso Villa Anna.
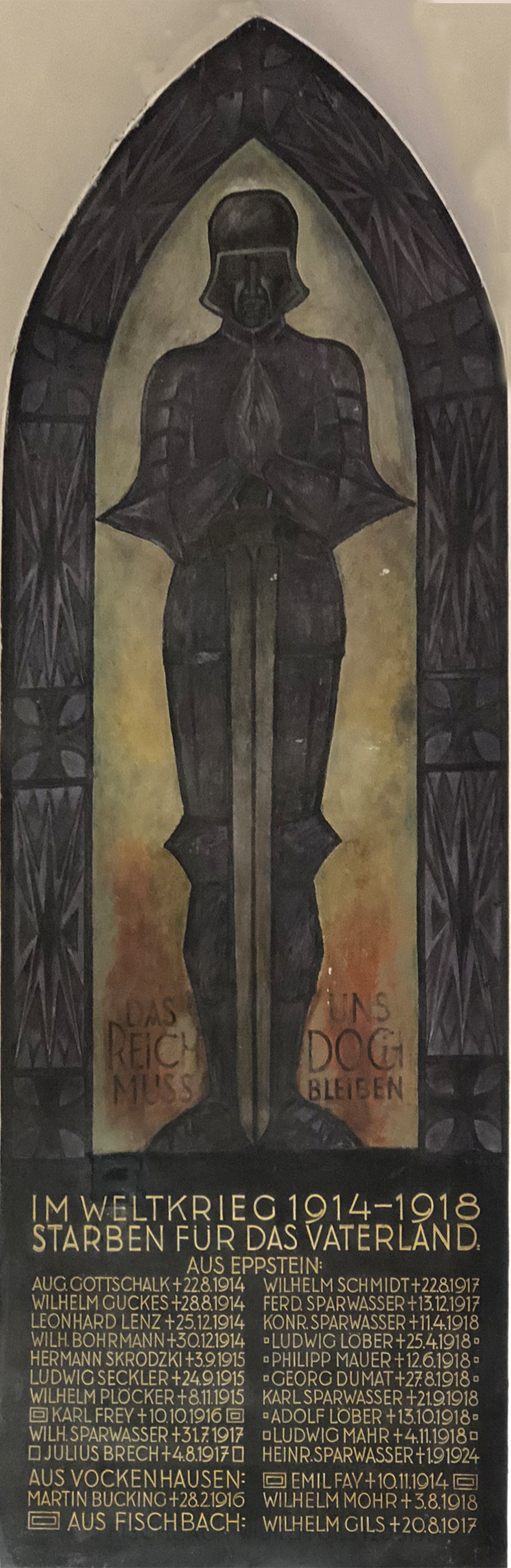
Iglesia del Valle de Eppstein. Soldado orante por Lina von Schauroth en memoria de las víctimas de la Primera Guerra Mundial.

### Antiguo Cementerio

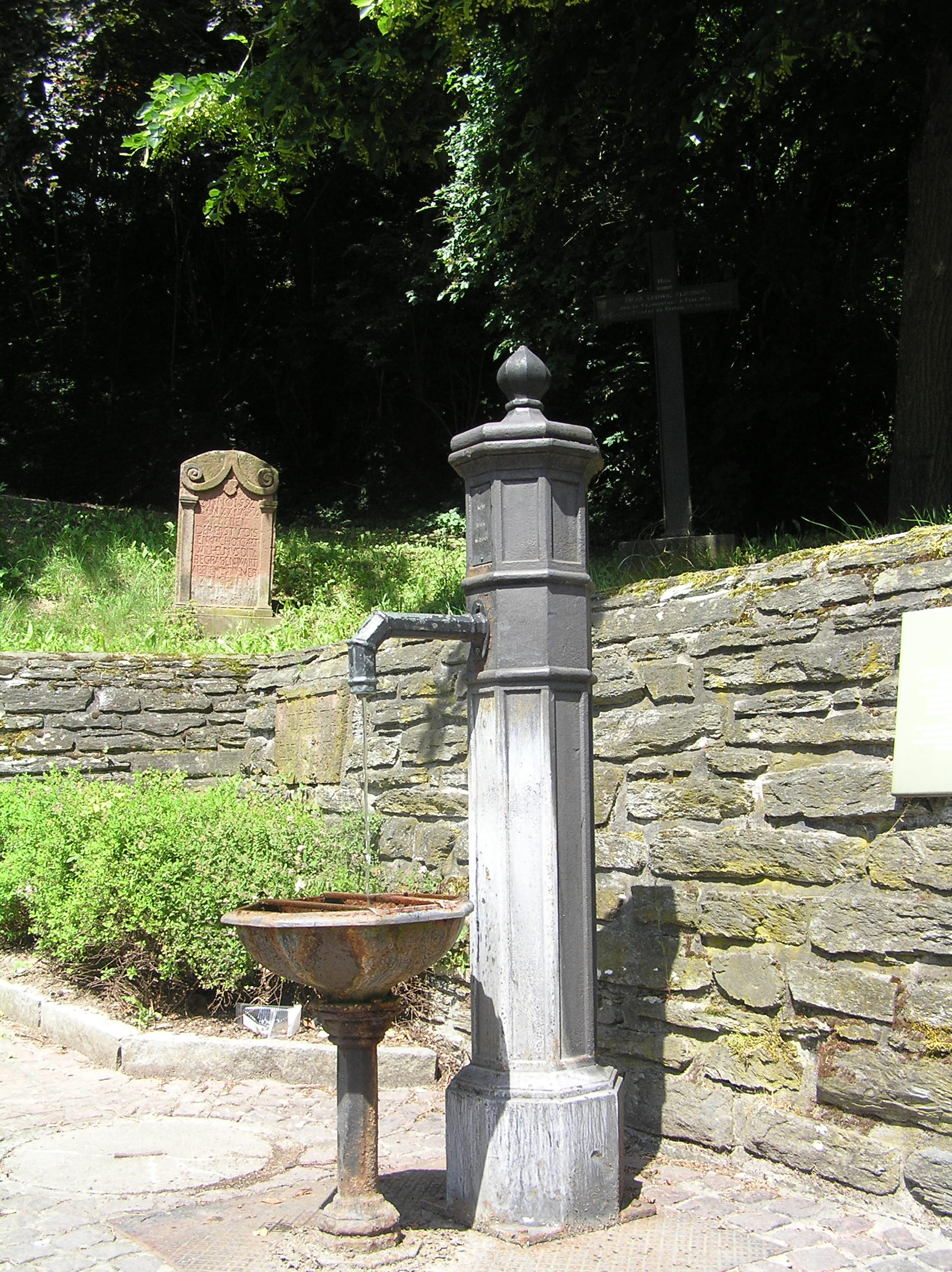
Antiguo Cementerio

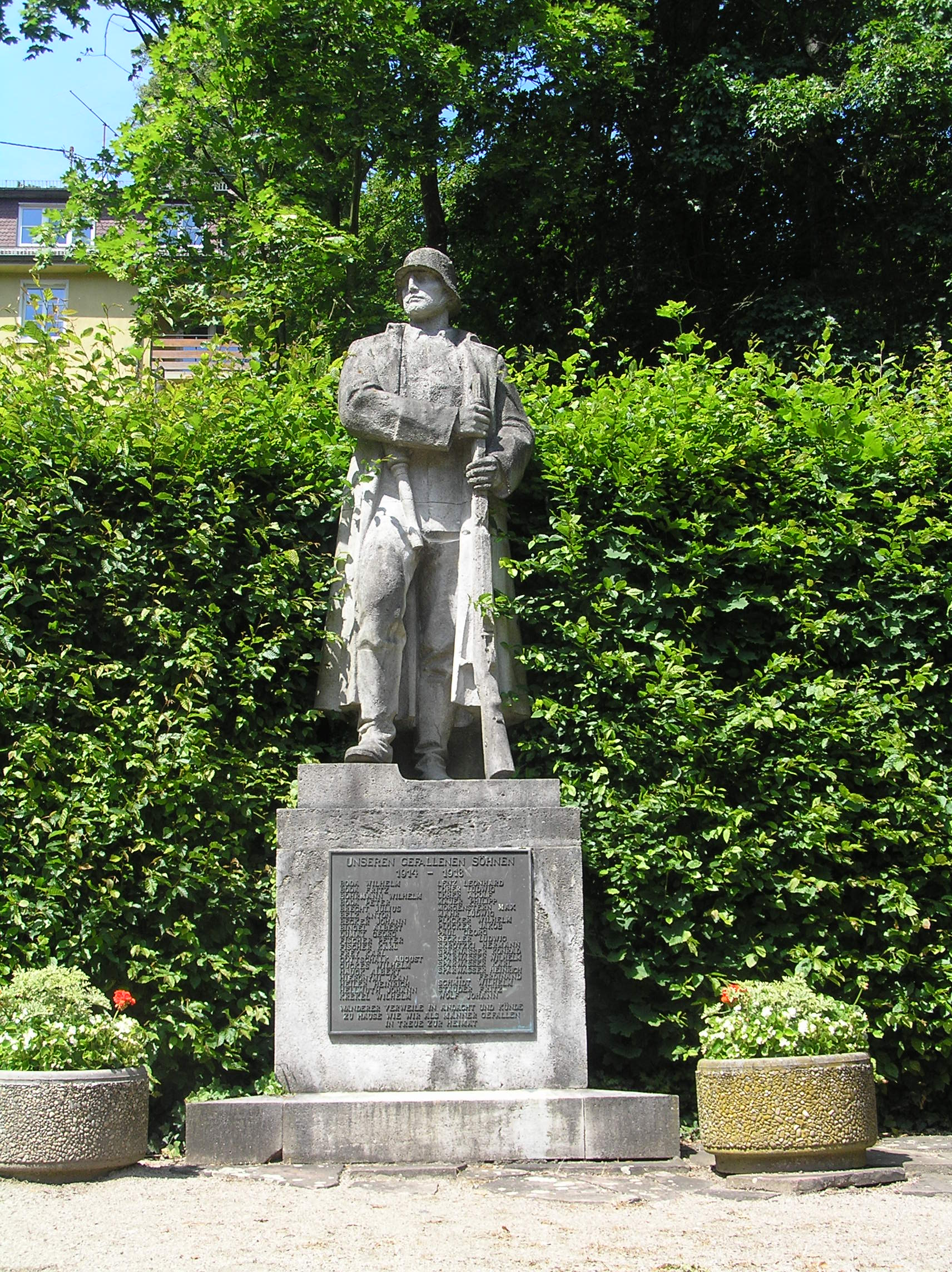
Monumento a los Soldados

El Antiguo Cementerio, originalmente ubicado fuera de la ciudad, es hoy un pequeño parque con algunos monumentos funerarios históricos. Además, en el lugar se integra el monumento a los caídos en la Primera Guerra Mundial. El cementerio fue utilizado como tal desde 1591 hasta 1891. Su diseño actual data del año 1985. La cruz más antigua data de 1591/92. Se dice que la cruz del frente es un crucero de expiación por una peste superada en 1635, aunque se cree que es más antigua que el cementerio y fue donada con motivo de un homicidio. En primer plano, hay un pozo de hierro en la instalación. En el cementerio, una cruz marca la tumba del pastor Jacob Ludwig Fliedner (1764–1813), padre de Georg Heinrich Theodor Fliedner.

### Economía e Infraestructura

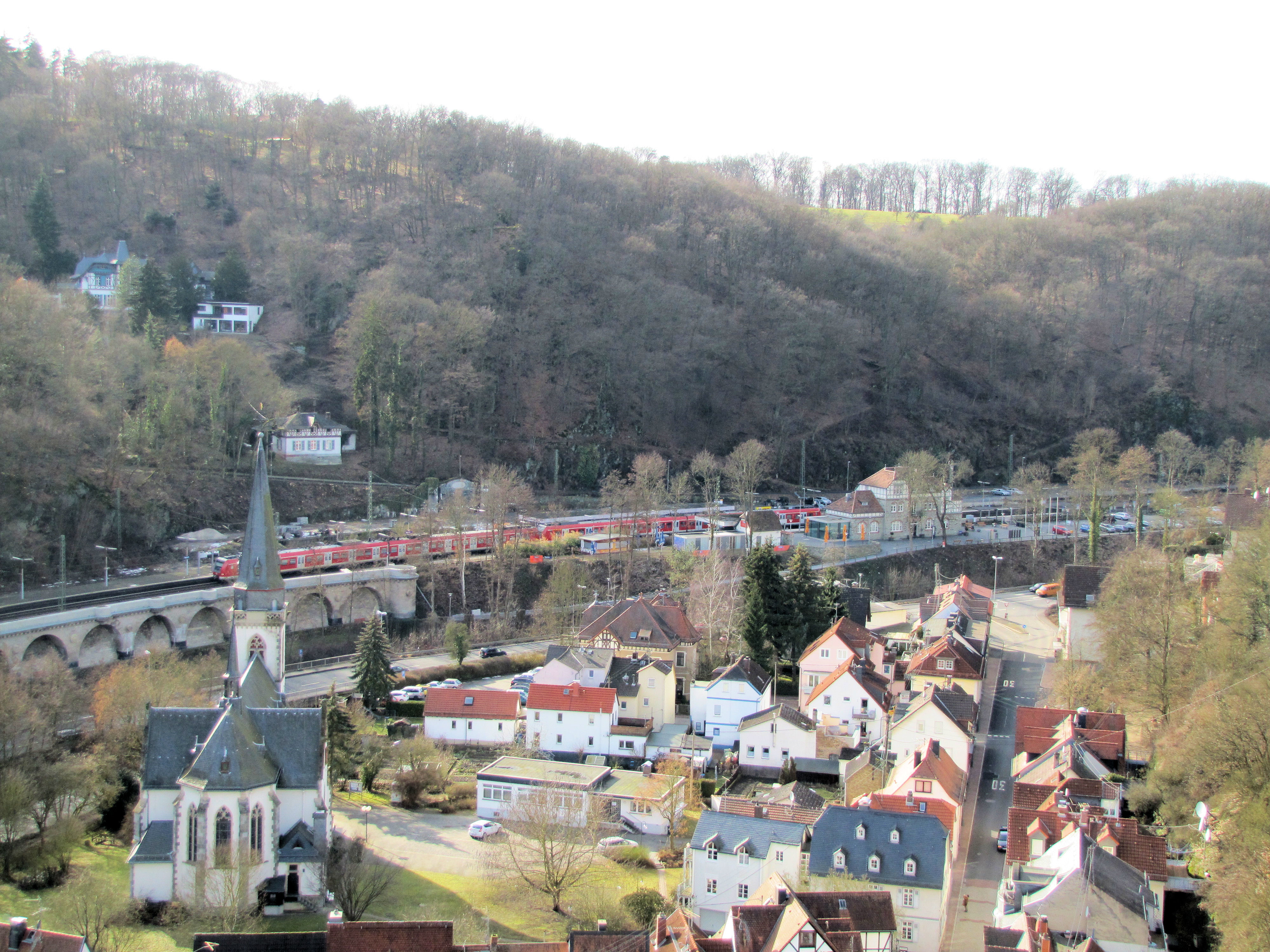
Tren de la Baureihe 423 como parte de la línea S2 en la estación de Eppstein, con el Bergpark Villa Anna al fondo.

### Educación

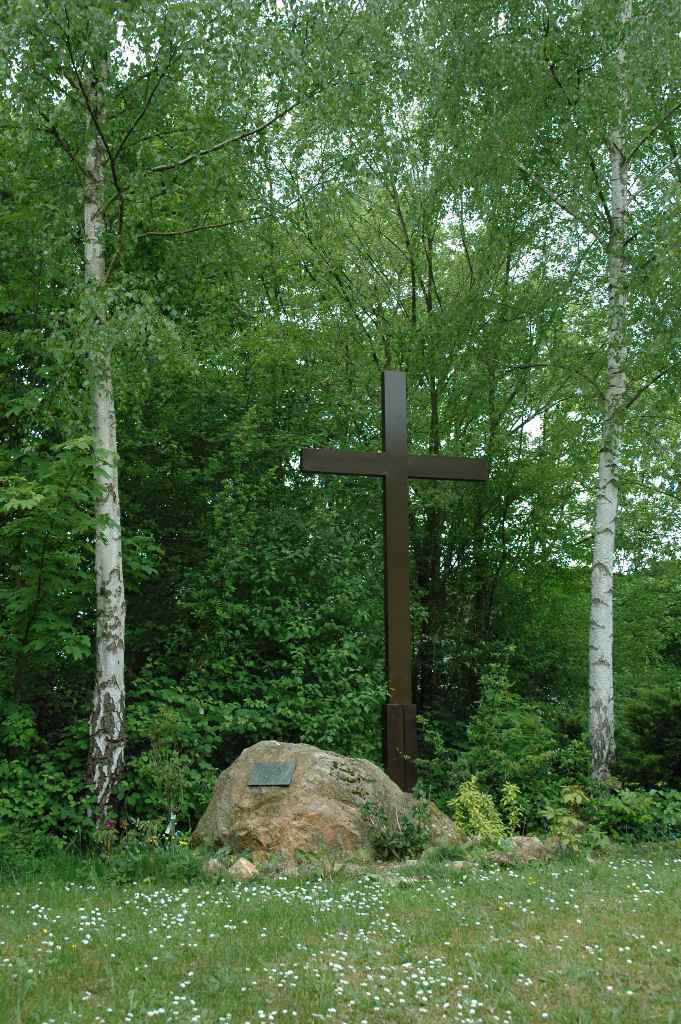
Cruz conmemorativa

En Eppstein existen dos escuelas primarias y una escuela secundaria. Además, la Academia de Cajas de Ahorro de Hesse-Turingia y el Centro de Educación Profesional de Eppstein tienen sede aquí. También la Escuela de Música Eppstein-Rossert y la Asociación Musical Eppstein e. V. ofrecen formación musical en varios instrumentos.

#### Escuelas Primarias
En Eppstein-Vockenhausen, en el Centro Escolar y Deportivo Am Bienroth, se encuentra la Escuela Burg-Schule. La Burg-Schule cuenta con 275 estudiantes distribuidos en 14 clases de los grados 1 a 4. El cuerpo docente está compuesto por 17 profesores (datos del año escolar 2017/2018). Otra escuela primaria, la Comenius-Schule, está ubicada en las afueras del barrio de Bremthal, en dirección a Niederjosbach.

#### Freiherr-vom-Stein-Schule
En el Centro Escolar y Deportivo Am Bienroth se encuentra la Freiherr-vom-Stein-Schule. 490 estudiantes, distribuidos en gimnasio, escuela secundaria y escuela primaria, asisten a esta escuela integral en seis grados, desde el quinto hasta el décimo grado. Una característica especial de la escuela son los intercambios estudiantiles anuales con la ciudad hermana de Kenilworth (Inglaterra) y una escuela en Tours (Francia). Cada dos años, la escuela también organiza un intercambio con el Bornova Anadolu Lisesi en Izmir (Turquía).
El 3 de junio de 1983, la escuela fue escenario de un ataque. Un guardia de seguridad de Fráncfort armado ingresó a la escuela en un ataque de amok, hirió gravemente a catorce personas y mató a otras cinco. Posteriormente, el perpetrador se suicidó. Una cruz conmemorativa en el campus recuerda el incidente.

### Transporte

#### Transporte público
La estación de tren de Eppstein está ubicada en la línea ferroviaria Main-Lahn-Bahn. Aquí se conectan con los trenes S-Bahn de la línea S2 hacia Dietzenbach a través de Frankfurt o hacia Niedernhausen. Además, operan autobuses de las líneas RMV 263, 805, 815 y 816.

#### Tráfico Individual
En el borde occidental del territorio municipal se encuentra la salida Wiesbaden / Niedernhausen de la A 3. Desde aquí, la B 455 pasa por Bremthal, atraviesa el centro del pueblo y continúa hacia Kelkheim y Königstein. En dirección norte-sur, la carretera estatal L 3011, procedente de Esch y Heftrich, atraviesa Ehlhalten, Vockenhausen y el centro del pueblo, continuando hacia Lorsbach.
El Aeropuerto de Fráncfort del Meno se encuentra aproximadamente a 20 km del centro de la ciudad de Eppstein.

### Atención Médica
En Eppstein existe una instalación terapéutica para hombres y mujeres dependientes de drogas y múltiples sustancias. Eppstein ya no cuenta con un hospital propio; hasta el 20 de marzo de 1970 había un hospital de distrito con aproximadamente 250 camas. La atención médica está garantizada por los Kliniken des Main-Taunus-Kreises en Bad Soden y Hofheim. Además, hay médicos de todas las especialidades en consultorios privados.

### Empresas
Uno de los mayores empleadores de la ciudad es la empresa A. M. Ramp & Co. GmbH, RUCO Druckfarben. Fundada en 1857, la empresa es hoy un fabricante global de tintas especiales para la industria del plástico, impresión y papel.

### Fábrica de Estañado

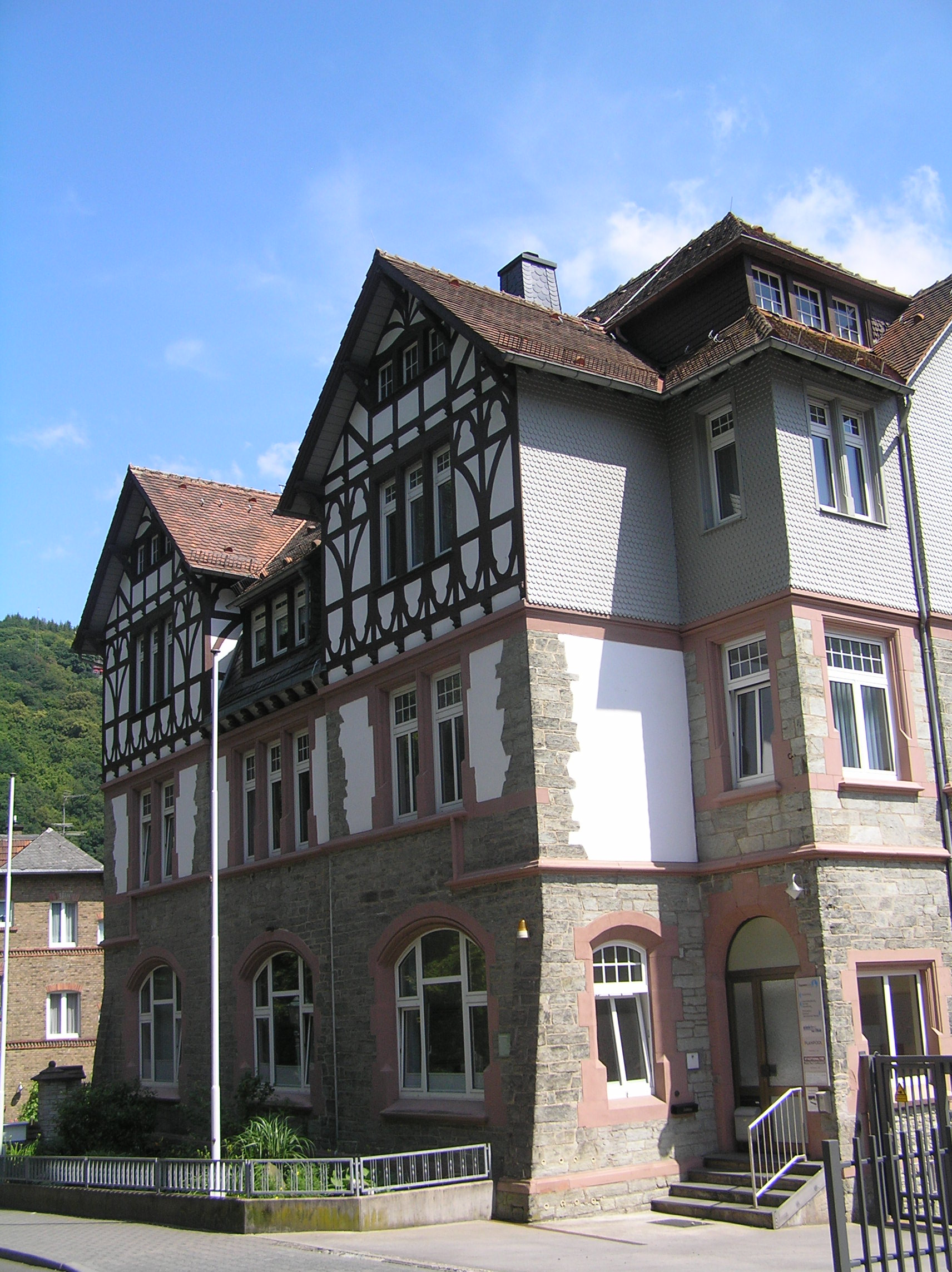
Edificio de oficinas de la fábrica de estanniol

Eppstein es una de las pocas ciudades donde se produce estanniol. Desde un management-buy-out en 2008, la fábrica de estanniol Eppstein GmbH & Co KG opera bajo el nombre de EppsteinFOILS GmbH & Co. KG. Está ubicada en el distrito de Eppstein, bajo la ruina del castillo.
Hasta 2013, se fabricaba Lametta de estanniol. Además del estanniol, la empresa produce otras láminas de metales no ferrosos para aplicaciones altamente especializadas en todo el mundo. Entre otras cosas, suministró láminas de plomo que fueron utilizadas en el programa estadounidense Mythbusters para construir un globo aerostático completamente de plomo.
La empresa fue fundada en 1852 como una fundición de láminas de plomo por Conrad Sachs y originalmente tenía su sede en Hintergasse. En 1870, se trasladó a su ubicación actual. Aquí se encontraba desde 1482 el molino feudal de los Condes de Eppstein. El edificio de oficinas fue construido en 1904 por el arquitecto Carl Wilhelm Plöcker.